# آيت عمر (مرزوفة آيت عيسى أوقسو)
آيت عمر هو دُوَّار يقع بجماعة مقام الطلبة، إقليم الخميسات، جهة الرباط سلا القنيطرة في المملكة المغربية. ينتمي الدوّار لمشيخة مرزوفة آيت عيسى أوقسو التي تضم 5 دواوير. يقدر عدد سكانه بـ 796 نسمة حسب الإحصاء الرسمي للسكان والسكنى لسنة 2004.

## وصلات خارجية
- البوابة الوطنية للجماعات الترابية
- المندوبية السامية للتخطيط